# Satanas testaceicornis
Satanas testaceicornis är en tvåvingeart som först beskrevs av Macquart 1855.  Satanas testaceicornis ingår i släktet Satanas och familjen rovflugor. Inga underarter finns listade i Catalogue of Life.